# Upplands runinskrifter 502
Upplands runinskrifter 502 är ett vikingatida runstensfragment av granit i Ingelsta, Närtuna socken och Norrtälje kommun. Runstenen är 1,4 meter hög och 1,2 meter bred. Runhöjden är 5-10 centimeter. Stenen hittades i början av 1900-talet. 1914 flyttades den till sin nuvarande plats och restes där 1927.

## Inskriften
Translitterering av runraden:
ulfʀ × iu... (f)aþ(u)r sin × uk × bruþ-... ...- satu ...
Normalisering till runsvenska:
Ulfʀ ... faður sinn ok broð[ur] ... sattu ...
Översättning till nusvenska:
Ulfr ... hans fader and broder ... satte …